# Ack Värmeland, du sköna
Ack Värmeland, du sköna (auch Värmlandssången oder Värmlandsvisan) ist ein schwedisches Volkslied, das die Schönheit Värmlands beschreibt und auch die heimliche Regionalhymne der Provinz Värmlands län darstellt.

## Geschichte und mögliche Vorlagen
Den ursprünglich aus vier Strophen bestehenden Text schrieb der Historiker Anders Fryxell 1822 für das Singspiel-Libretto Vermlands-flickan (Vermland Mädchen). Fredrik August Dahlgren übernahm das Lied 1846 mit zwei neuen Strophen in sein Lustspiel Värmlänningarna (Die Vermländer). Der heute meist gesungene Text kombiniert Fryxells erste Strophe mit den beiden Strophen von Dahlgren.
Die Inspiration zu dem Text hatte Fryxell, als er 1822 die Volksliedmelodie hörte, die schon einige Jahre zuvor, nämlich 1806, in Östergötland als Risingevisan aufgezeichnet wurde. Die Melodie soll auf dem niederländischen Geusenlied O, Nederland! Let op u saeck beruhen, das 1626 in der postum erschienenen Sammlung von Adriaen Valéry gedruckt wurde und das möglicherweise von holländischen oder wallonischen Einwanderern nach Schweden gebracht wurde.
In der Literatur wird auch häufig hingewiesen auf die Ähnlichkeit mit einer Melodie, die erstmals 1600 in dem italienischen Renaissance-Lied Fuggi, fuggi, fuggi da questo cielo von Giuseppe Cenci, und erneut 1645 unter dem Titel La Mantovana von Gasparo Zanetti verwendet wurde. Sie findet sich ähnlich auch in Weisen anderer europäischer Länder, sie kann daher als „europäisches Liedgut“ gekennzeichnet werden. Aufgegriffen wird die Melodie in der israelischen Nationalhymne haTikwa des rumänischstämmigen Komponisten Samuel Cohen. Ähnlichkeit besteht auch mit dem Hauptthema von Moldau aus Mein Vaterland, doch verwies Bedřich Smetana eher auf die „Allgemeingültigkeit“ der Melodie, die „vielen Völkern eigen“ sei. Die Gemeinsamkeit betrifft allerdings nur die aufsteigende Tonleiter, also die ersten sechs Töne. Der Musikwissenschaftler Michael Walter verweist darauf, dass Smetana hier kein Volkslied zitiert, sondern eher einen Tonfall aufnimmt. Die charakteristische Fortführung der Melodielinie über die große Sept und die None scheint jedenfalls eine Eigenheit der schwedischen Volksliedmelodie zu sein, sie findet sich in keinem der möglichen Vorbilder.

## Text
Anders Fryxells Version – aus dem Singspiel Vermlands-flickan (1822)
Ack, Värmeland, du sköna, du härliga land!

Du krona för Svea rikes länder!

Ja, om jag komme mitt i det förlovade land,

till Värmland jag ändå återvänder.

Ja, där vill jag leva, ja, där vill jag dö.

Om en gång ifrån Värmland jag tager mig en mö,

så vet jag att aldrig jag mig ångrar.

Ja, när du en gång skall bort och gifta dig, min vän,

då skall du till Värmeland fara;

där finnes nog Guds gåvor med flickor kvar igen,

och alla ä’ de präktiga och rara.

Men friar du där, så var munter och glad!

Ty muntra gossar vilja Värmlandsflickorna ha;

de sorgsna – dem ge de på båten.

Och Värmelandsgossen, han är så stolt och glad,

han fruktar för intet uti världen.

När Konungen bjuder, då drager han åstad,

bland kulor och blixtrande svärden.

Ja! Vore det Ryssar till tusendetal,

han ej dem alla fruktar, han vill ej annat val,

än dö eller segra med ära.

Och skulle han ej strida med glädje och med mod,

och livet sitt våga, det unga?

Där hemma sitter moder och beder för hans blod,

med Bruden, den älskade, unga,

en Värmelandsflicka, så huld och så skön!

För Kung och Land han strider, och hon skall bli hans lön,

Ho kan honom då övervinna?
F. A. Dahlgrens Version – aus dem Singspiel Värmlänningarna (1846)
I Värmeland är lustigt att leva och bo;

det landet jag prisar så gärna.

Där klappar det hjärtan med heder och tro

så fasta som bergenas kärna.

Och var och en svensk uti Svea rikes land,

som kommer att gästa vid Klarälvens strand,

han finner blott bröder och systrar.

I Värmeland – ja där vill jag bygga och bo,

med enklaste lycka förnöjder.

Dess dalar och skog ge mig tystnadens ro,

och luften är frisk på dess höjder.

Och forsarna sjunga sin ljuvliga sång –

vid den vill jag somna så stilla en gång

och vila i värmländska jorden.

## Melodie
Die Audiowiedergabe wird in deinem Browser nicht unterstützt. Du kannst die Audiodatei herunterladen.

## Rezeption
Das Lied wurde von bekannten schwedischen Sängerinnen und Sängern wie Jussi Björling, Zarah Leander oder Bibi Johns auf Schallplatte eingesungen. Auch Monica Zetterlund, Bengt Arne Wallin, Jan Johansson und andere schwedische Musiker griffen für ihre Versionen auf die ursprüngliche Melodie zurück, die auch von Esther & Abi Ofarim vorgetragen und international bekannt gemacht wurde.

## Dear Old Stockholm
Stan Getz, der sich 1951 längere Zeit in Schweden aufhielt, wollte sich in seinen Konzerten für die Gastfreundschaft mit einem schwedischen Stück bedanken und bearbeitete das Lied unter dem Titel Dear Old Stockholm als Jazznummer. Diese Fassung entwickelte sich rasch zum Jazzstandard und wurde u. a. von Miles Davis, John Coltrane und Chet Baker aufgenommen.